# Pinahat
Pinahat é uma cidade e uma nagar panchayat no distrito de Agra, no estado indiano de Uttar Pradesh.

## Geografia
Pinahat está localizada a 26° 53′ N, 78° 23′ L. Tem uma altitude média de 135 metros (442 pés).

## Demografia
Segundo o censo de 2001, Pinahat tinha uma população de 17,028 habitantes. Os indivíduos do sexo masculino constituem 53% da população e os do sexo feminino 47%. Pinahat tem uma taxa de literacia de 52%, inferior à média nacional de 59.5%: a literacia no sexo masculino é de 64% e no sexo feminino é de 39%. Em Pinahat, 20% da população está abaixo dos 6 anos de idade.